# Basic Instinct 2
Basic Instinct 2, também conhecido como Basic Instinct 2: Risk Addiction (Brasil: Instinto Selvagem 2 / Portugal: Instinto Fatal 2) é um filme de suspense erótico de 2006 e a seqüência de Basic Instinct de 1992. O filme foi dirigido por Michael Caton-Jones e produzido por Mario Kassar, Joel B. Michaels e Andrew G. Vajna. O roteiro foi de Leora Barish e Henry Bean. É estrelado por Sharon Stone, que reprisa seu papel de Catherine Tramell do filme original, e David Morrissey. O filme segue a romancista e suspeita de ser uma serial killer Catherine Tramell, que está mais uma vez em apuros com as autoridades. A Scotland Yard nomeia o psiquiatra Dr. Michael Glass para avaliá-la depois que um homem padece na presença de Tramell. Tal como aconteceu com o detetive Nick Curran no primeiro filme, Glass se torna uma vítima dos jogos sedutores de Tramell. O filme é uma co-produção internacional da Alemanha, Reino Unido, Estados Unidos e Espanha.
Depois de estar em desenvolvimento há vários anos, Em 2000, o filme foi anunciado como tendo um lançamento em março de 2002. No entanto, o processo de seleção do protagonista masculino foi longo e problemático, com atores masculinos recusando o papel devido ao nível de sexualidade ou à violência no filme. O protagonista original Michael Douglas se recusou a reprisar seu papel como Nick Curran, dizendo que aos 61 anos, ele era velho demais para o papel e que o filme "foi feito de forma perfeitamente eficaz na primeira vez". Robert Downey Jr. já havia sido escalado, mas, na época, foi preso por porte de drogas; Kurt Russell desistiu por se sentir desconfortável com as cenas de nudez; Pierce Brosnan, por sua vez, se recusou por achar o roteiro desconfortável; e Benjamin Bratt, que atuou com Stone em Catwoman, foi banido pela própria Sharon Stone por "não ser um bom ator". O projeto foi então cancelado e, consequentemente, Stone processou os produtores por quebra de contrato. Ashley Judd e Demi Moore estiveram cotadas para serem Catherine Tramell caso Sharon Stone não tivesse aceitado refazer a personagem.
Antes de Michael Caton-Jones finalmente assinar a direção, vários diretores proeminentes foram anexados ao projeto, incluindo Jan de Bont, que foi diretor de fotografia no primeiro filme, Paul Verhoeven, diretor do primeiro filme, que escolheu fazer Zwartboek, David Cronenberg, e o diretor de Die Hard, John McTiernan, cuja saída para dirigir seu filme Basic desencadeou o processo de Stone. Em 2004, pouco antes de o caso de Stone ser levado a julgamento, os dois lados resolveram por termos não revelados. Uma das condições do acordo que foi tornado público foi que o filme seria feito como planejado originalmente. Em abril de 2005, os cineastas e Stone (que era um elemento-chave na escolha de seu co-astro) escolheram o ator inglês David Morrissey, e a produção começou. O filme foi filmado em Londres de abril a agosto de 2005, e foi lançado em 31 de março de 2006. Após numerosos cortes, foi lançado com uma classificação R da Motion Picture Association of America para "sexualidade forte, nudez, violência, linguagem e algum conteúdo de drogas". Em entrevistas, Stone chegou a acusar o diretor Michael Caton-Jones de cortar as cenas mais apimentadas, das quais ela se orgulhava.
Ao contrário de seu antecessor, o filme recebeu críticas negativas ou moderadas e ficou aquém das expectativas comerciais. O filme foi um fracasso notável nas bilheterias. Orçado como um blockbuster de verão (o orçamento estimado foi de US$70 milhões), o filme arrecadou apenas US$38,629,478. Os planos para um terceiro filme foram cancelados devido à má recepção das bilheterias do filme. No entanto, em abril de 2006, Stone havia sido supostamente defensora da produção do filme e, se em luz verde, disse que não estaria estrelando a parte final da série, mas esperaria ser sua diretora. Paul Verhoeven, o diretor do filme original, foi o mais crítico para o filme e não gostou, e apontou a falta de um personagem masculino forte para equilibrar o personagem de Tramell como uma das razões do fracasso do filme. Ele teve, no entanto, um retorno satisfatório na mídia doméstica em DVD e vídeo.

## Sinopse
Catherine Tramell (Sharon Stone) é uma escritora de suspenses que se mudou há pouco de São Francisco para Londres. A misteriosa morte de um astro do esporte, em que Tramell esteve envolvida, faz com que o respeitado psicanalista Michael Glass (David Morrissey) seja designado pela Scotland Yard para fazer uma avaliação psiquiátrica da escritora. Glass logo se sente fisicamente atraído por Tramell e ao mesmo tempo intrigado com ela. Contrariando os conselhos de sua mentora, a dra. Milena Gardosh (Charlotte Rampling), Glass se envolve com Tramell, dando início a um jogo de mentiras e sedução.

## Elenco
- Sharon Stone .... Catherine Tramell
- David Morrissey .... Dr. Michael Glass
- Charlotte Rampling .... Milena Gardosh
- David Thewlis .... Roy Washburn
- Flora Montgomery .... Michaelle Broadwin
- Heathcote Williams .... Dr. Jakob Gerst
- Hugh Dancy .... Adam Towers
- Indira Varma .... Denise Glass
- Anne Caillon .... Laney Ward
- Iain Robertson .... Peter Ristedes
- Stan Collymore .... Kevin Franks
- Kata Dobó .... Magda
- Jan Chappell .... Angela

## Recepção crítica
Em Rotten Tomatoes, o filme tem uma taxa de aprovação de 7% com base em 153 avaliações e uma classificação média de 3/10. O consenso crítico do site diz: "Incapaz de igualar o suspense e a titulação de seu predecessor, Basic Instinct 2 possui um enredo tão absurdo e previsível que beira o que é tão ruim". Em Metacritic, o filme tem uma pontuação de 26 em 100 com base em 33 críticos, indicando "avaliações geralmente desfavoráveis". Os públicos pesquisados pelo CinemaScore deram ao filme uma nota média de "C" em uma escala A + a F.
Embora alguns críticos tenham aprovado o desempenho de Sharon Stone, foi o enredo do filme que se tornou o principal alvo das críticas. O filme também sofreu com a comparação com o original Basic Instinct, que era mais popular entre os críticos. Roger Ebert deu ao filme 1.5 estrelas de 4 possíveis, mas mesmo assim deu uma recomendação qualificada do filme apesar de suas falhas. O crítico de cinema da BBC, Mark Kermode, também fez uma análise positiva. A fraca atuação do pouco conhecido David Morrissey também foi criticada.
O filme foi um fracasso notável nas bilheterias, o filme arrecadou apenas US$3,201,420 (em média, apenas US $2,203 por cinema) em seu primeiro fim de semana de lançamento nos Estados Unidos. Isso o colocou em 10º lugar nas bilheterias estadunidenses, numa competição com Ice Age: The Meltdown (abertura no mesmo final de semana), V for Vendetta e Inside Man. Embora o fim de semana de abertura fosse baixo, a queda na segunda semana foi de pouco menos de 70%, para apenas US$1,017,607, com média de apenas US$700 por cinema, quase o pior do ano. (Apenas Harsh Times e Eragon caíram mais) No final, o filme ficou nos cinemas por apenas 17 dias antes de a Sony Pictures decidir parar de acompanhar seu progresso, e terminou com um faturamento nos EUA de apenas US$5,971,336.
O filme encontrou mais sucesso fora dos Estados Unidos, ganhando US$32,658,142, dando a Basic Instinct 2 uma bilheteria de cinema de US$38,629,478.
Mesmo assim, Moviefone classificou o filme na posição 16 em suas 25 maiores box office bomb de todos os tempos.

## Principais prêmios e indicações
Framboesa de Ouro
- Ganhou 4 Framboesas de Ouro, nas categorias de pior filme, pior atriz (Sharon Stone), pior roteiro e pior sequência ou prelúdio.[27][28]
- Indicado nas categorias de pior diretor, pior ator coadjuvante (David Thewlis) e pior dupla (Sharon Stone e seus seios assimétricos).[29]